# Dol pod Gojko
Dol pod Gojko je naselje u slovenskoj Općini Vojniku. Dol pod Gojko se nalazi u pokrajini Štajerskoj i statističkoj regiji Savinjskoj. 

## Stanovništvo
Prema popisu stanovništva iz 2002. godine naselje je imalo 184 stanovnika.